# 逸見享

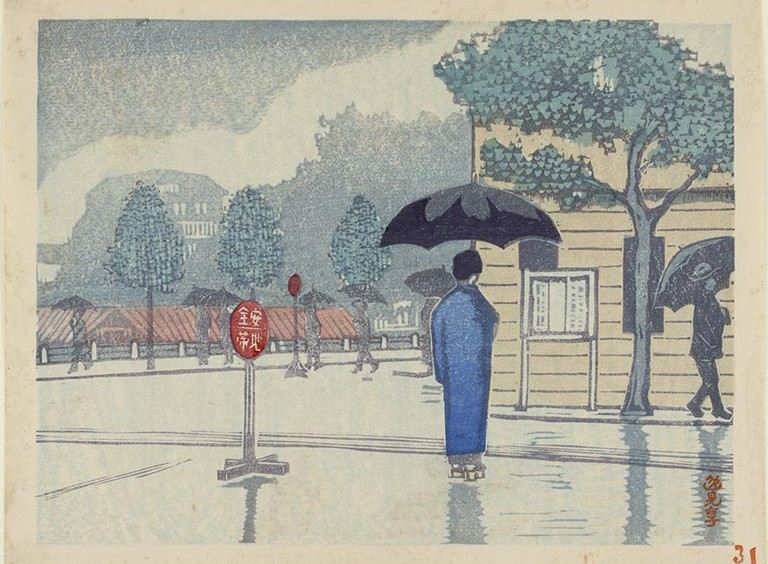
『四谷見附雨景』,『新東京百景』より, 木版画(1930年)

逸見 享（へんみ たかし、1895年（明治28年）1月29日 - 1944年（昭和19年）10月19日）は、大正時代から昭和時代戦前にかけての版画家、装幀家。

## 生涯
和歌山県和歌山市生まれ。
1913年（大正2年）に和歌山市立和歌山商業学校を出て上京し、1914年（大正3年）中央大学に入学する。1915年（大正4年）12月に同郷で3学年先輩に当たる田中恭吉の遺作展覧会を東京・日比谷美術館で見て感銘を受ける。
1916年（大正7年）に小林富次郎商店（後のライオン歯磨本舗小林商店）に入社し、同社意匠部に勤めるかたわら木版画を始めた。詩人の大手拓次が小林商店広告部の文案係に入ると彼と知り合い、共に詩や短歌を作りながら詩集『異香』（1917年）、『あをちどり』（1918年）、『詩情』（1924年）、後に大手の遺作となる『藍色の蟇』（1936年）などの装幀を手がけるようになった。
1919年（大正10年）には第1回日本創作版画協会展に《森田氏の顔》《幸福な海女の群》を出品して入選し、1929年（昭和4年）まで出品した。1928年（昭和3年）には春陽会へも出品し、第6回の同展では《食卓》《上海風景》《静物》が入選した。春陽会へは1934年（昭和9年）まで出品した。この他にも地方の地方展・創作版画誌などへも積極的に参加している。
1928年（昭和3年）には恩地孝四郎ら7名と「卓上社」を結成し、翌1929年にはメンバーと「創作版画倶楽部」の創立に参加した。関東大震災での被災から復興した東京を描いた『新東京百景創作版画』の制作にも携わり、逸見は《植物園》（1929年）、《帝国ホテル》（1930年）、《聖橋》（同）、《四谷見附雨景》（同）、《本郷元町展望公園》（1931年）など13作を手がけた。
1931年（昭和6年）、日本版画協会が結成され、逸見もこれに参加した。第1回展には《ひのみ》《海村風景》《公園》《東京府美術館》を出品し、1943年（昭和18年）まで計9回出品した。
海外の展示会にも出品し、1934年にパリ（フランス）で開かれた「日本現代版画とその源流展」、1936年にジュネーブ（スイス）で開かれた「日本の古版画と日本現代版画展」、同年より1937年にかけて欧米8都市を巡回した「日本現代版画展」、1942年の上海（中国）「日本版画協会展」などにも出品した。
1936年（昭和11年）から1940年（昭和15年）ごろまで日本版画協会の理事を務め、同協会が出版するカレンダーの挿絵も手掛けた。
1939年（昭和14年）の『新日本百景版画』（1938年 - 1941年、39作で未完結）では13番目の《潮來晩秋》（茨城県）を制作した。
1942年（昭和17年）詩画集『書窓版画帖十連聚 其七 水韻譜』を発表し、これが生涯最後の作品となった。1944年に東京都杉並区の自宅で死去した（享年49）。

## 没後
1947年（昭和22年）、第15回日本版画協会展に遺作《海村風景》など24点が特陳された。
逸見の作品の多くは和歌山県立近代美術館に寄贈されており、2015年（平成27年）に同館は彼の生誕120年を記念して『特集　生誕120年 逸見享』を開催した。